# Лакрус, Хесус Мария
Хесу́с Мари́я Лакру́с Го́мес (исп. Jesús María Lacruz Gómez; 23 апреля 1978, Памплона) — испанский футболист, защитник. Серебряный призёр летних Олимпийских игр 2000 года.

## Карьера

### В клубах
Первые футбольные шаги Лакрус сделал в «Осасуне». Начав выступления в молодёжной команде, он затем отыграл один сезон за «Осасуну Б». Во время выступлений за основную команду во Второй лиге Хесус сыграл 48 матчей и забил 1 гол. После окончания сезона 1996/97 Лакрус на правах свободного агента перешёл в «Атлетик Бильбао». В первом сезоне 1997/98 он сыграл 17 матчей. Всего в последующие годы Хесус сыграл в Примере за «Атлетик» 224 матча, забив 12 мячей. С 2006 по 2009 он был игроком «Эспаньола», а с 2010 выступает за «Реал Унион».

### В сборных
В сборной Испании до 18 лет Хесус Лакрус сыграл 6 матчей. В 1997 он играл на молодёжном чемпионате мира. Испанцы вышли из группы с первого места, но в четвертьфинале уступили ирландцам. На турнире Лакрус участвовал в 4 матчах. Следующим соревнованием Хесуса стал чемпионат Европы среди молодёжи в 2000 году. Испания заняла 3-е место. На Олимпиаде в Сиднее, проходившей в том же году, Хесус Лакрус сыграл 5 матчей, забил 1 гол и получил серебряные медали.